# Marcus Dahlin
Per Marcus Dahlin, född 16 mars 1982 i Grästorp, är en svensk före detta fotbollsspelare (försvarare).
Marcus Dahlin inledde med att spela i moderklubben IK Gauthiod. 1998 flyttade han till Göteborg för spel i Örgryte IS. Han spelade 3 säsonger i klubbens U-lag och har sedan 2001 spelat i Örgryte IS:s A-lag, som då låg i Allsvenskan fram till 2006.
Den 14 februari 2009 blev det officiellt att Marcus Dahlin lämnar Örgryte för FC Trollhättan i Superettan. Anledningen till övergången var att han vill ha mer speltid, då Örgryte såg honom som fjärde eller femte alternativ på mittbackspositionen.
Marcus Dahlin har spelat tre U-21-landskamper för Sverige.